# 濡须口
濡須口是一個古地名，指注入巢湖的裕溪河在濡須山（在今安徽省馬鞍山市含山縣林頭鎮）和七寶山（在今蕪湖市無為市石澗鎮）之間的水口。
建安十七年（公元212年），曹操起兵南下，欲報赤壁之仇，孫權依張紘之計遷都建業（今南京），築石頭城，並聽從呂蒙的進言在濡須口建築要塞抵抗曹操。魏吳兩軍在這裡發生了三次濡須口之戰。

## 外部連結
- 三國遺址探訪：濡須口之戰遺址 （页面存档备份，存于）